# Клейтон (Огайо)
Клейтон (англ. Clayton) — місто (англ. city) в США, в окрузі Монтгомері штату Огайо. Населення — 13 310 осіб (2020).

## Географія
Клейтон розташований за координатами 39°52′10″ пн. ш. 84°19′32″ зх. д. / 39.86944° пн. ш. 84.32556° зх. д. (39.869541, -84.325438).  За даними Бюро перепису населення США в 2010 році місто мало площу 48,16 км², з яких 47,93 км² — суходіл та 0,23 км² — водойми.

## Демографія
Згідно з переписом 2010 року, у місті мешкало 13 209 осіб у 5118 домогосподарствах у складі 3766 родин. Густота населення становила 274 особи/км².  Було 5423 помешкання (113/км²).
Расовий склад населення:
| - 76,5 % — білих - 18,8 % — чорних або афроамериканців - 1,4 % — азіатів - 0,2 % — корінних американців |

До двох чи більше рас належало 2,5 %. Частка іспаномовних становила 1,4 % від усіх жителів.
За віковим діапазоном населення розподілялося таким чином: 23,4 % — особи молодші 18 років, 62,6 % — особи у віці 18—64 років, 14,0 % — особи у віці 65 років та старші. Медіана віку мешканця становила 42,6 року. На 100 осіб жіночої статі у місті припадало 95,9 чоловіків;  на 100 жінок у віці від 18 років та старших — 92,9 чоловіків також старших 18 років.
Середній дохід на одне домашнє господарство  становив 80 351 долар США (медіана — 68 406), а середній дохід на одну сім'ю — 88 949 доларів (медіана — 76 891). Медіана доходів становила 52 097 доларів для чоловіків та 41 464 долари для жінок. За межею бідності перебувало 8,2 % осіб, у тому числі 11,9 % дітей у віці до 18 років та 2,9 % осіб у віці 65 років та старших.
Цивільне працевлаштоване населення становило 6297 осіб. Основні галузі зайнятості: освіта, охорона здоров'я та соціальна допомога — 32,7 %, виробництво — 12,5 %, науковці, спеціалісти, менеджери — 9,4 %, роздрібна торгівля — 9,2 %.